# فاطمة الزهراء شريف
 فاطمة الزهراء شريف (ولدت 08 نوفمبر 1986) هي لاعبة كرة طائرة جزائرية.

## معلومات الاندية
النادي الحالي : وداد تلمسان 
- إعفاء اللاعبة من تدريبات منتخب الجزائر لكرة الطائرة للسيدات في الفترة من 13 فبراير إلى 15 فبراير 2011 بفندق المهدي (سطاوالي) وقاعة المعهد التكنولوجي للرياضة في عين بنيان (الجزائر).[2]